# 11711 Уркіса
11711 Уркіса (11711 Urquiza) — астероїд головного поясу, відкритий 25 квітня 1998 року.
Тіссеранів параметр щодо Юпітера — 3,537.